# 熱中スタジアム
『熱中スタジアム』（ねっちゅうスタジアム）は、2010年4月1日よりNHK BSプレミアムで放送されたバラエティ番組である。字幕放送を実施。
本項目では、2010年4月6日から放送された関連番組『熱中人』ならびに前身番組である『にっぽん熱中クラブ』についても記述する。

## 概要
2010年3月まで放送された『熱中時間 忙中"趣味"あり』・『BS熱中夜話』・『にっぽん熱中クラブ』の「熱中3部作」を統合したもの。
前半45分は『BS熱中夜話』のリニューアル版で、毎回決められたテーマに熱中している一般公募の参加者30人がスタジオに集まって熱く語り合う。内容にもよるが、1つのテーマに付き2回に分けて放送し、そのテーマに詳しいゲストが2人から3人出演する。しばしばトークがマニアックな方向に走ることもあるが、それも魅力の1つと言える。
後半15分は、ユニークな趣味に熱中している人に密着するドキュメンタリー『熱中人』を放送（『熱中時間 忙中"趣味"あり』と内容はほぼ同じ）。『熱中人』は単独の15分番組としても放送されていた。なお、2011年度からは、45分番組の『熱中スタジアム』と15分番組の『熱中人』に完全に分離された。
『熱中スタジアム』は2012年2月に、『熱中人』は同年3月に番組が終了した。
番組のマスコットキャラクターは、熱い思いを表した炎と、それに形の似たチューリップを模した「ねっちゅーりっぷ」。

## 誕生の背景
番組誕生の背景としては、2011年7月24日に迫ったアナログテレビジョン放送の完全終了が挙げられる。衛星波ではNHKデジタル衛星ハイビジョン（BShi）が廃止され、NHK衛星第1テレビジョン（BS1）とNHK衛星第2テレビジョン（BS2）の2波に統合、ともにフルハイビジョン化された。
これらによりNHKテレビ全体の1週間の放送枠が削減されることから、2010年度改編では内容が重複するコンテンツの整理・統合が進められ、『経済最前線』は総合へ移り『Bizスポ』となった。この番組もその流れに沿って、「熱中3部作」を統合して生まれた。

## 放送時間

### 2010年度
熱中スタジアム（『熱中人』の放送時間を含む）
- BS2
  - 毎週金曜日 22:00 - 22:59
  - 毎週月曜日 20:00 - 20:59（再放送）
- BShi
  - 毎週木曜日 19:00 - 19:59
  - 毎週水曜日 24:00 - 24:59（再放送）

熱中人
- BS2
  - 毎週土曜日 7:30 - 7:45
  - 毎週土曜日 18:40 - 18:55（再放送）
- BShi
  - 毎週火曜日 7:45 - 8:00

### 2011年度
熱中スタジアム
- BSプレミアム
  - 毎週木曜日 23:30 - 0:14（9月まで本放送、10月から再放送）
  - 毎週月曜日 19:00 - 19:44（10月からの本放送）
  - 毎週水曜日 18:00 - 18:44（9月までの再放送）

熱中人
- BSプレミアム
  - 毎週金曜日 23:45 - 0:00
  - 毎週火曜日 18:30 - 18:45（9月までの再放送）
  - 毎週月曜日 17:45 - 18:00（10月からの再放送）

## 出演者
司会
- 中田敦彦（オリエンタルラジオ）
- 中越典子
  - 第21弾の「赤塚不二夫」は中越の代理で福田萌が司会を担当。これがきっかけで中田と福田が結婚した。[2]
  - 第23弾の「アメコミ・ヒーロー」は中越の代理で池澤春菜が司会を担当。
  - 第24弾の「南米サッカー」は中越の代理で加藤未央が司会を担当。

ナレーション
- 多比良健
- 玉川砂記子（「ねっちゅーりっぷ」の声）
- 広橋涼（『にっぽん熱中クラブ』の放送時）

## 放送内容
|    | テーマ                        | 本放送日 （BS2→BSプレミアム） | ゲスト                                                                                      | 内容                              | 熱中人                                    |
| -- | ----------------------------- | ----------------------------- | ------------------------------------------------------------------------------------------- | --------------------------------- | ----------------------------------------- |
| 1  | お江戸                        | 2010年4月2日                  | 山田順子 品川祐（品川庄司） さくら                                                          | I LOVE お江戸                     | 立ち食いそばにぞっこん                    |
| 1  | お江戸                        | 2010年4月9日                  | 山田順子 品川祐（品川庄司） さくら                                                          | 江戸を遊ぼう                      | ティッシュの虫にも五分の魂                |
| 2  | K-POP                         | 2010年4月16日                 | 古家正亨 大沢あかね 西尾季隆（X-GUN）                                                       | キラキラボーイズ                  | ぼくの珍道具ワールド                      |
| 2  | K-POP                         | 2010年4月23日                 | 古家正亨 大沢あかね 西尾季隆（X-GUN）                                                       | プリティガールズ                  | 仰げば尊し紙芝居                          |
| 3  | 恐竜                          | 2010年4月30日                 | 真鍋真 ほっしゃん。 福田萌                                                                  | 夢の恐竜動物園                    | 三葉虫からの手紙                          |
| 3  | 恐竜                          | 2010年5月7日                  | 真鍋真 ほっしゃん。 福田萌                                                                  | ダイナソー・イズ・マイライフ      | 地下浅層生物                              |
| 4  | 特撮ソング                    | 2010年5月14日                 | 田中公平 喜屋武ちあき キムラケイサク                                                        | ウルトラマン&仮面ライダーソング   | 燃えよ!? 特撮着ぐるみ人生                 |
| 4  | 特撮ソング                    | 2010年5月21日                 | 田中公平 喜屋武ちあき キムラケイサク                                                        | 戦隊&メタルヒーローソング         | 男が料理にハマる理由                      |
| 5  | ワールドカップ                | 2010年6月4日                  | トニー・クロスビー ※4日のみ 粕谷秀樹 吉澤ひとみ ワッキー（ペナルティ） ラモス瑠偉 ※11日のみ | World cup is my life              | 一畳に城を築いた男                        |
| 5  | ワールドカップ                | 2010年6月11日                 | トニー・クロスビー ※4日のみ 粕谷秀樹 吉澤ひとみ ワッキー（ペナルティ） ラモス瑠偉 ※11日のみ | がんばれ! 日本代表応援編          | フンチ! ネコハエトリグモの戦い            |
| 6  | ラスベガス                    | 2010年6月18日                 | 千秋 デーブ・スペクター                                                                     | ドキドキ! ナイトライフ            | アイラブ石（）                            |
| 6  | ラスベガス                    | 2010年6月25日                 | 千秋 デーブ・スペクター                                                                     | ワクワク! デイライフ              | 浪花カラクリしぐれ                        |
| 7  | マリン・ダイビング            | 2010年7月2日                  | 井上康 田中律子 石井康太（やるせなす）                                                      | Let's Enjoy マリン・ダイビング    | すごいぞ! 紙コップタワー                  |
| 7  | マリン・ダイビング            | 2010年7月9日                  | 井上康 田中律子 石井康太（やるせなす）                                                      | 海のお宝を探せ!                   | 東京タヌキ刑事（）                        |
| 8  | ブルース・リー                | 2010年7月16日                 | 中川翔子 中村頼永                                                                           | キング・オブ・アクション          | 女の妄想を形にしたら                      |
| 8  | ブルース・リー                | 2010年7月23日                 | 中川翔子 中村頼永                                                                           | ブルース・リーになりたい!         | 下町スノードーム劇場                      |
| 9  | 宇宙ロマン                    | 2010年7月30日                 | 川口淳一郎 ※30日のみ カンニング竹山 安田美沙子 長沼毅 ※6日のみ                              | さあ！宇宙へ行こう!!              | 伊藤さんのにっぽん水紀行                  |
| 9  | 宇宙ロマン                    | 2010年8月6日                  | 川口淳一郎 ※30日のみ カンニング竹山 安田美沙子 長沼毅 ※6日のみ                              | Welcome to the earth              | ただいま江戸っ子修行中                    |
| 10 | ハイウェイドライブ            | 2010年10月1日                 | 清水草一 ふかわりょう 江川達也 大山顕※1日のみ                                               | ハイウェイを走らナイト            | フミキリ寅さんの冒険                      |
| 10 | ハイウェイドライブ            | 2010年10月8日                 | 清水草一 ふかわりょう 江川達也 大山顕※1日のみ                                               | たまには休まナイト                | オート三輪熱中人                          |
| 11 | 奈良                          | 2010年10月15日                | 青木淳 石丸謙二郎 松井絵里奈                                                                | 熱スタ的!奈良仏像巡りツアー       | マンガ料理、ありマス。                    |
| 11 | 奈良                          | 2010年10月22日                | 青木淳 石丸謙二郎 松井絵里奈                                                                | おとなの修学旅行〜ウラ奈良編〜    | 鋼の指先                                  |
| 12 | お米                          | 2010年10月29日                | 市野澤利明 石塚英彦（ホンジャマカ） ニコラス・ペタス                                        | 白ごはん だいすき!                | 都会のスズムシ奮闘記                      |
| 12 | お米                          | 2010年11月5日                 | 市野澤利明 石塚英彦（ホンジャマカ） ニコラス・ペタス                                        | 紅白 ごはんのおとも合戦           | オレの野菜を聞け!                         |
| 13 | 学園祭                        | 2010年11月12日                | 山本高広 村井美樹                                                                           | 熱スタ的!学園祭大賞 体力編        | 参上!風景印探偵                           |
| 13 | 学園祭                        | 2010年11月19日                | 山本高広 村井美樹                                                                           | 熱スタ的!学園祭大賞 知力編        | 「ニホンオオカミ」を見た男                |
| 14 | タワー                        | 2010年11月26日                | 手島優 団長安田（安田大サーカス）                                                           | 世界のタワー                      | 手作りヒコーキで大空へ                    |
| 14 | タワー                        | 2010年12月3日                 | 手島優 団長安田（安田大サーカス）                                                           | 日本のタワー                      | 翔べ! 不死鳥JAPAN -もうひとつの"WBC"物語- |
| 15 | 空港                          | 2010年12月10日                | 谷川一巳 原口あきまさ 島田律子                                                              | 熱スタ的 羽田空港の楽しみ方!!     | 世にもおそろしい女王アリの話              |
| 15 | 空港                          | 2010年12月17日                | 谷川一巳 原口あきまさ 島田律子                                                              | 熱スタ的! 地方空港大賞            | 推理!砂金探し                             |
| 16 | クリスマスソング              | 2010年12月24日                | 夏川純 チャンカワイ（Wエンジン） 長谷川一 RAG FAIR 岡本真夜                                 | 90分スペシャル                    | あなたにピッタリのプレゼント?!            |
| 17 | 絵本                          | 2011年2月4日                  | ブラザートム 山口もえ 広松由希子                                                            | 絵本を読まナイト                  | 鯨塚を知っていますか?                     |
| 17 | 絵本                          | 2011年2月11日                 | ブラザートム 山口もえ 広松由希子                                                            | 大人もハマる絵本の世界            | 廃道LOVE                                  |
| 18 | 引っ越し                      | 2012年2月18日                 | 髭男爵 長谷川高 ※18日のみ 山上哲 ※25日のみ                                                  | お部屋を探さナイト                | その珍名がたまらない                      |
| 18 | 引っ越し                      | 2011年2月25日                 | 髭男爵 長谷川高 ※18日のみ 山上哲 ※25日のみ                                                  | 引っ越しを楽しまナイト            | 目指せ! 月面レース                        |
| 19 | 忌野清志郎                    | 2011年4月14日                 | 石塚英彦（ホンジャマカ） 小沢一敬（スピードワゴン） 今井智子                                | RCサクセションナイト              |                                           |
| 19 | 忌野清志郎                    | 2011年4月21日                 | 石塚英彦（ホンジャマカ） 小沢一敬（スピードワゴン） 今井智子                                | 清志郎ソロワークス・ナイト        |                                           |
| 20 | 自転車                        | 2011年4月28日                 | 細沼達男 石井正則（アリtoキリギリス） 北川えり                                              | ちょっとオシャレに街乗りナイト    |                                           |
| 20 | 自転車                        | 2011年5月5日                  | 細沼達男 石井正則（アリtoキリギリス） 北川えり                                              | 自転車で遠乗りナイト              |                                           |
| 21 | 赤塚不二夫                    | 2011年5月12日                 | 山本晋也 増田英彦（ますだおかだ） 泉麻人                                                    | 天才バカボンナイト                |                                           |
| 21 | 赤塚不二夫                    | 2011年5月19日                 | 山本晋也 増田英彦（ますだおかだ） 泉麻人                                                    | 素晴らしき赤塚キャラたち          |                                           |
| 22 | 里山                          | 2011年5月26日                 | 宮浦富保 清水國明 MEGUMI                                                                    | We love 里山                      |                                           |
| 22 | 里山                          | 2011年6月2日                  | 宮浦富保 清水國明 MEGUMI                                                                    | 里山 is My Life                   |                                           |
| 23 | アメコミ・ヒーロー            | 2011年6月9日                  | ダンテ・カーヴァー なだぎ武（ザ・プラン9） 杉山すぴ豊                                       | スパイダーマン&アイアンマンナイト |                                           |
| 23 | アメコミ・ヒーロー            | 2011年6月16日                 | ダンテ・カーヴァー なだぎ武（ザ・プラン9） 杉山すぴ豊                                       | スーパーマン&バットマンナイト     |                                           |
| 24 | 南米サッカー                  | 2011年6月23日                 | 山本昌邦 武田修宏 井本貴史（ライセンス）                                                    | ここに注目! 南米選手権            |                                           |
| 24 | 南米サッカー                  | 2011年6月30日                 | 山本昌邦 武田修宏 井本貴史（ライセンス）                                                    | 宿命の対決 ブラジルVSアルゼンチン |                                           |
| 25 | はたらく! クルマ              | 2011年7月7日                  | 小賀野実 京本政樹 京本有加                                                                  | 緊急車両編                        |                                           |
| 25 | はたらく! クルマ              | 2011年7月14日                 | 小賀野実 京本政樹 京本有加                                                                  | 珍車両編                          |                                           |
| 26 | みんなのうた                  | 2011年7月21日                 | 道原しょう子 パパイヤ鈴木 畑亜貴                                                            | 名曲を語らナイト!                 |                                           |
| 26 | みんなのうた                  | 2011年7月28日                 | 道原しょう子 パパイヤ鈴木 畑亜貴                                                            | この名曲にハマらナイト!           |                                           |
| 27 | 戦国ディープ女子道            | 2011年9月22日                 | 笠谷和比古 美甘子 小栗さくら                                                                | 歴女たちの関ヶ原                  |                                           |
| 27 | 戦国ディープ女子道            | 2011年9月29日                 | 笠谷和比古 美甘子 小栗さくら                                                                | 歴女が愛した武将(おとこ)たち      |                                           |
| 28 | ウルトラ怪獣                  | 2011年10月10日                | 宮台真司 ホリ 江川達也                                                                      | 最強編                            |                                           |
| 28 | ウルトラ怪獣                  | 2011年10月17日                | 宮台真司 ホリ 江川達也                                                                      | 愛嬌編                            |                                           |
| 30 | 温泉                          | 2011年10月24日                | 松田忠徳 西村知美 TKO                                                                       | 東日本編                          |                                           |
| 30 | 温泉                          | 2011年10月31日                | 松田忠徳 西村知美 TKO                                                                       | 西日本編                          |                                           |
| 31 | K-POPネクストジェネレーション | 2011年11月7日                 | 古家正亨 西尾季隆（X-GUN） HARUNA（SCANDAL）                                                | チョアヘヨ! K-POP NEWヒロイン     |                                           |
| 31 | K-POPネクストジェネレーション | 2011年11月14日                | 古家正亨 西尾季隆（X-GUN） HARUNA（SCANDAL）                                                | サランヘヨ! K-POP NEWヒーロー     |                                           |
| 32 | ハリー・ポッター              | 2011年11月21日                | 有村昆 セイン・カミュ 高橋愛                                                                | ハリーとその仲間たち編            |                                           |
| 32 | ハリー・ポッター              | 2011年11月28日                | 有村昆 セイン・カミュ 高橋愛                                                                | スネイプとその仲間たち編          |                                           |
| 33 | ランニング                    | 2011年12月5日                 | 鍋倉賢治 ノッチ（デンジャラス） 白石みき                                                    | エンジョイ・ランニング            |                                           |
| 33 | ランニング                    | 2011年12月12日                | 鍋倉賢治 ノッチ（デンジャラス） 白石みき                                                    | レース編                          |                                           |
| 34 | ケータイ vs スマホ            | 2012年1月16日                 | 法林岳之 ※16日のみ 荻上チキ ※23日のみ 熊田曜子 金田哲（はんにゃ）                           | 徹底比較!ケータイvsスマホ!        |                                           |
| 34 | ケータイ vs スマホ            | 2012年1月23日                 | 法林岳之 ※16日のみ 荻上チキ ※23日のみ 熊田曜子 金田哲（はんにゃ）                           | 素敵なケータイ・スマホライフ      |                                           |
| 35 | 博物館                        | 2012年1月30日                 | 荒俣宏 芹那（SDN48） 田中直樹（ココリコ）                                                   | 理系編                            |                                           |
| 35 | 博物館                        | 2012年2月6日                  | 荒俣宏 芹那（SDN48） 田中直樹（ココリコ）                                                   | 文系編                            |                                           |
| 36 | X JAPAN                       | 2012年2月13日                 | 星子誠一 ※13日のみ 小松成美 ※20日のみ                                                       | My Favorite Song                  |                                           |
| 36 | X JAPAN                       | 2012年2月20日                 | 星子誠一 ※13日のみ 小松成美 ※20日のみ                                                       | X JAPAN is My Life                |                                           |

## にっぽん熱中クラブ
ユニークな高校の部活動や大学のサークルを取り上げ、その部活動やサークルを一組のタレントが取材し、紹介する。1 - 2カ月掛けて、通常テーマを休んで集中的に取り上げられている。
『NHK番組たまご』内で2008年1月12日、BS2で放送。その後、2008年4月から2010年2月までBS2でレギュラー放送され、この番組開始に伴って枠内番組となった。